# Okular
Okular（オクラー）とは、KDE Software Compilation 4 (KDE SC 4) に搭載されているドキュメントビューアである。KPDFをベースとし、KPDF、KGhostView、 KFax、KFaxview、KDVIを統合して置き換えたソフトウェアである。他のソフトウェアに機能を移植することが可能。
Okularは2005年に開催されたGoogle Summer of Codeに向けて始められ、Piotr Szymanskiがソフトウェアの開発を行った。
サポートするフォーマットを以下に挙げる：
- PopplerバックエンドのPortable Document Format (PDF)
- libspectreバックエンドのPostScript
- libTIFFバックエンドのTagged Image File Format (TIFF)
- CHMLibバックエンドのMicrosoft Compiled HTML Help (CHM)
- DjVuLibreバックエンドのDjVu
- 各種イメージフォーマット
- Device independent file format (DVI)
- XML Paper Specification (XPS)
- OpenDocument フォーマット (ODF)
- FictionBook
- ComicBook
- Plucker
- EPUB
- Markdown[6]

2019年9月以降、OkularはWindowsストアで利用できるようになった。2020年12月、ソフトウェアのバージョン管理方式がシーケンスベースの識別子からCalVerに変更された。